# 鬼平犯科帳スペシャル 泥鰌の和助始末
『鬼平犯科帳スペシャル 泥鰌の和助始末』（おにへいはんかちょうスペシャル どじょうのわすけしまつ）は、フジテレビ系列で2013年1月4日に放送された時代劇ドラマ（単発）。池波正太郎原作の時代劇シリーズ『鬼平犯科帳』のスペシャル版。フィルム撮影。

## 概要
本作は、二代目中村吉右衛門主演のテレビ時代劇『鬼平犯科帳』のテレビ第1シリーズの第15話「泥鰌の和助始末」とテレビ第2シリーズの第1話「おみね徳次郎」のリメイク作品にあたる。

## キャスト
- 長谷川平蔵 - 二代目中村吉右衛門
- 久栄 - 多岐川裕美
- 酒井祐助 - 勝野洋
- 木村忠吾 - 尾美としのり
- 村松忠之進 - 沼田爆
- 三井忠次郎 - 中村吉之助
- 竹内孫四郎 - 中村吉三郎
- 山崎国之進 - 中村吉五郎
- 小柳安五郎 - 谷口高史
- 田島 - 中村吉六
- 望月 - 中村吉二郎
- 小林金弥 - 三代目中村又五郎
- 小房の粂八 - 蟹江敬三
- 伊三次 - 三浦浩一
- 大滝の五郎蔵 - 綿引勝彦
- 三次郎 - 藤巻潤
- おとき - 江戸家まねき猫
- おまさ - 梶芽衣子
- 泥鰌の和助 - 石橋蓮司
- おみね - 酒井美紀
- 徳次郎 - 福士誠治
- 鎌太郎 - 吉見一豊
- 大津屋源兵衛 - 坂田聡
- お静 - 海老瀬はな
- 塚田要次郎 - 國本鐘建
- 喜兵衛の倅 - 梨本謙次郎
- 不破の惣七 - 寺島進
- 喜兵衛 – 中村敦夫

## スタッフ
- 企画 - 能村庸一（フジテレビ）、武田功（松竹）
- プロデューサー - 成田一樹（フジテレビ）、佐生哲雄（松竹）、足立弘平（松竹）
- 原作 - 池波正太郎 「泥鰌の和助始末」、「おみね徳次郎」 （文春文庫刊）
- 脚本 - 金子成人
- 音楽 - 津島利章
- 監修 - 小野田嘉幹
- 美術監修 - 西岡善信
- 料理指導 - 近藤文夫
- テーマ音楽 - インスピレイション / ジプシー・キングス
- ナレーター - 能村太郎
- 監督 - 吉田啓一郎
- 制作 - フジテレビ、松竹株式会社